# Muhammad ibn Abou Bakr
 (décembre 2024).
Si vous disposez d'ouvrages ou d'articles de référence ou si vous connaissez des sites web de qualité traitant du thème abordé ici, merci de compléter l'article en donnant les références utiles à sa vérifiabilité et en les liant à la section « Notes et références ».
 (décembre 2024).
La mise en forme du texte ne suit pas les recommandations de Wikipédia : il faut le « wikifier ».
Les points d'amélioration suivants sont les cas les plus fréquents :
- Les titres sont pré-formatés par le logiciel. Ils ne sont ni en capitales, ni en gras.
- Le texte ne doit pas être écrit en capitales (les noms de famille non plus), ni en gras, ni en italique, ni en « petit »…
- Le gras n'est utilisé que pour surligner le titre de l'article dans l'introduction, une seule fois.
- L'italique est rarement utilisé : mots en langue étrangère, titres d'œuvres, noms de bateaux, etc.
- Les citations ne sont pas en italique mais en corps de texte normal. Elles sont entourées par des guillemets français : « et ».
- Les listes à puces sont à éviter, des paragraphes rédigés étant largement préférés. Les tableaux sont à réserver à la présentation de données structurées (résultats, etc.).
- Les appels de note de bas de page (petits chiffres en exposant, introduits par l'outil «  Source ») sont à placer entre la fin de phrase et le point final[comme ça].
- Les liens internes (vers d'autres articles de Wikipédia) sont à choisir avec parcimonie. Créez des liens vers des articles approfondissant le sujet. Les termes génériques sans rapport avec le sujet sont à éviter, ainsi que les répétitions de liens vers un même terme.
- Les liens externes sont à placer uniquement dans une section « Liens externes », à la fin de l'article. Ces liens sont à choisir avec parcimonie suivant les règles définies. Si un lien sert de source à l'article, son insertion dans le texte est à faire par les notes de bas de page.
- La présentation des références doit suivre les conventions bibliographiques. Il est recommandé d'utiliser les modèles {{Ouvrage}}, {{Chapitre}}, {{Article}}, {{Lien web}} et/ou {{Bibliographie}}. Le mode d'édition visuel peut mettre en forme automatiquement les références.
- Insérer une infobox (cadre d'informations à droite) n'est pas obligatoire pour parachever la mise en page.

Pour une aide détaillée, merci de consulter Aide:Wikification.
Si vous pensez que ces points ont été résolus, vous pouvez retirer ce bandeau et améliorer la mise en forme d'un autre article.
Muhammad ibn Abou Bakr (d. 698 CE) était un personnage historique notable dans l'histoire de l'islam, fils de l'un des premiers califes, Abū Bakr al-Ṣiddīq, et de l'une des premières converties à l'islam, Umm Rūmān. Après la mort de son père, il a été impliqué dans divers événements importants de l'ère des premiers califes, notamment pendant le califat d'Uthmān ibn Affān.
Il a été connu pour ses contributions militaires et politiques. Son rôle principal est souvent associé aux conflits internes de l'époque, notamment pendant la période de la fitna (les guerres civiles), où des tensions ont émergé entre les partisans d'Ali ibn Abi Talib et ceux d'autres figures politiques comme Muawiya ibn Abi Sufyan.
Son nom est parfois mentionné en lien avec la bataille de Nahrawān, où il a pris part en tant que commandant militaire, et il a été impliqué dans l'un des événements majeurs de l'époque : la rébellion contre le calife Ali ibn Abi Talib.
Il a aussi joué un rôle dans la consolidation des pouvoirs et des alliances politiques parmi les tribus arabes, mais son histoire est marquée par des épisodes de lutte interne et de conflits entre différents groupes au sein de la communauté musulmane.